# Gregorio García de la Cuesta
Gregorio García de la Cuesta y Fernández de Celis (La Lastra, vall de Tadauca, 9 de maig de 1741 - Ciutat de Palma, Illes Balears, 24 de desembre de 1811) fou un militar espanyol amb el grau de capità general i president del Consell Suprem de Castellà. Era fill d'una modesta família de la noblesa cantàbrica.
El 1758 i contra la voluntat del seu pare, assentà plaça de cadet en el regiment de Toledo i passà de guarnició a la plaça d'Orà, on cursà les matemàtiques i estudià pràcticament els principis de la guerra. Nomenat sotstinent en el regiment d'infanteria de Granada el 1761, marxà a la Guerra Fantàstica, distingint-se en el setge i presa d'Almeida. Més tard (1779) marxà al setge de Gibraltar en el qual cooperà als treballs contra aquella plaça per espai de catorze mesos i el 1781 passà a l'illa de Santo Domingo on va romandre amb l'exèrcit d'operacions que es disposava per a l'expedició contra Jamaica, en el desembarcament del qual fou nomenat sergent major del seu cos i nomenat major de la brigada de Soria. Des de Cabo Francés passà a l'Havana, d'on fou destinat per apaivagar els insurrectes del Perú, marxant a Lima per l'istme de Panamà. Després embarcà vers el port d'Arica i províncies internes del Perú i travessa els Andes fins a Potosí i la ciutat de La Plata on, a la seva arribada, va contenir una revolta de les milícies del país amb tan sols una companyia de granaders, retornant a Espanya el 1791.

## Campanya d'Espanya
Ja era coronel, quan esclatà la guerra amb França i fou enviat al Rosselló (1793), aconseguint amb el seu comportament una envejable reputació. S'apoderà de Cabestany i Vernet, sent ferit prop de Perpinyà; assistí, entre altres fets d'armes, a la desgraciada batalla de Pinestortes i es distingí notablement en la presa de Portvendres i de Cotlliure, mereixent ascendir pels seus serveis al grau de mariscal de camp. Quan en la següent campanya els francesos entraren a Catalunya, García de la Cuesta, que per poc temps havia estat governador del castell de Figueres i ocupat també el lloc de segon del comte de la Unión, contribuí a expulsar-los d'allà, prenent part important en els triomfs assolits pel general Urrutia a les viles de Fluvià i a Pontós; s'apoderà a viva força de Puigcerdà i de Bellver de Cerdanya, i restà a punt d'apoderar-se de Montlluís, fet que no arribà a efectuar per haver-se signat llavors la Pau de Basilea.
El 1796 era tinent general i se li concedí el comandament superior de les Illes Balears, passant poc temps després a la presidència del Consell de Castella. Malgrat d'això, va incórrer en el desgrat de Godoy (1801) i fou confinat a les muntanyes de Santander, on i va romandre més de set anys. Ferran VII el nomenà el 1808 capità general de Castella la Vella i de seguida virrei de Mèxic, però l'entrada dels francesos a Espanya li impedí prendre possessió d'aquest últim càrrec, i encara estava a Valladolid quan el fervor patriòtic del poble contra els invasors provocà l'alçament en armes d'aquella capital. Arrossegat a contra cor per l'entusiasme irreflexiu dels estudiants i del paisanatge, García de la Cuesta al cap d'uns 5.000 homes mal armats, sortí a disputar el pas als generals Lasalle i Merle, sent atropellat per aquests a Cabezón, a 2 llegües de Valladolid, com també ho fou poc després per Bessières en la batalla de Medina de Rioseco, on lluità junt amb Blake.
Pel seu caràcter sever, inflexible i adust, es feu poc grat a alguns individus influents de la Junta Suprema Central, i en el consell de generals reunits a Madrid el 5 de setembre, s'enfrontà amb el general Castaños, triomfador a la batalla de Bailén, no es mostrà proper a reconèixer en aquell l'autoritat al que per la seva major antiguitat i experiència de la guerra creia tenir dret. Encara el seu caràcter li comportà un altre seriós disgust, per la manca de respecte amb el que tractà al baila Valdès, president de la Junta provincial de La Corunya. Estimant García de la Cuesta que aquesta Junta era il·legal i sediciosa, i considerant que aquell era el principal culpable de la seva organització i funcionament, el va fer prendre i conduir a Segòvia, sense fer ni cas de la invitació quelcom impertinent que li feu el comte de Floridablanca, com a membre de la Junta central, perquè el deixes en llibertat. Aquesta forma de procedir disgustà tant a la Junta, que el va deposar del comandament i el feu conduir arrestat a Sevilla per a respondre als càrrecs que se li fessin.
En passar per Mèrida, el poble, que apreciava l'ardent patriotisme de l'ancià general i els seus dots d'integritat i valor, s'oposà a que el militar continués detingut, i exigí que se li donés el comandament de l'exèrcit d'Extremadura, que, dirigit pel general Galluzo, s'havia retirat a Zalamea, deixant lliure als francesos el camí que conduïa al cor d'aquesta important província. Moguda finalment la Junta per les peticions que li plovien arreu, accedí a donar a García de la Cuesta el comandament de l'exèrcit, i aquest llavors es dedicà amb el seu zel acostumat a reorganitzar-lo i posar-lo en condicions de prendre l'ofensiva, com ho va fer poc després, desallotjant a l'enemic de Trujillo, obligant-los evacuar tota Extremadura i arribant en la seva persecució fins a Almaraz, on s'aturà per a vigilar el curs del riu Tajo.
L'avanç del mariscal Claude Victor Perrin amb forces superiors obligà a García de la Cuesta a retrocedir, no sense les accions de Mesas de Iln i Miajadas, en que deixà en bon lloc l'honor de les armes espanyoles, i tenaç en el seu afany d'expulsar del país als francesos, tan aviat com va rebre el petit reforç que li portà el duc d'Alburquerque, va prendre de manera resolta l'ofensiva, sent desfet en la funesta jornada de Medellín, a conseqüència d'un pànic de la cavalleria, que introduí el desordre en les seves files, quan estava a punt d'aconseguir la victòria.
La Junta Central aquesta vegada va fer justícia a les qualitats militars de García de la Cuesta, entenent que no podien fer-lo responsable de la seva desgracia, i procedint amb un estoïcisme que recorda al d'un Senat romà després de la infausta derrota de Cannes, li donà les gracies per no haver desconfiat de la salvació del país, malgrat la seva desgracia, l'ascendí a capità general d'exèrcit i el declarà benemèrit de la pàtria, el mateix que a les seves tropes. Reorganitzades aquestes ràpidament, anaren seguint a l'exèrcit francès que aquest es replegà a la bora dreta del Tajo, i unides a les angleses que comandava lord Wellington, aconseguiren la victòria de Talavera, que resultà completament estèril, per efecte de les circumstàncies. El cop que amb aquest fracàs de les seves esperances rebé l'animós García de la Cuesta fou tant fort que el va abatre per complet, ressentint-se la seva salut fins al punt que amb prou feines es podia mantenir a cavall, i en vista del seu estat i descoratjat per tantes contrarietats, resignà el comandament al general Eguia, el seu segon, i es retirà Mallorca, on pocs anys més tard el va sorprendre la mort. En els seus últims anys García de la Cuesta fou un general desgraciat, al qui s'ha jutjat amb molta severitat pel seu imprudent afany de renyir batalles campals. A això l'impulsava per una banda el seu exaltat patriotisme, que no es veia satisfet sinó aprofitant totes les ocasions d'humiliar l'enemic, per poques probabilitats que hi hagués d'assolir una victòria, i per altra banda la brama de l'opinió pública, que vibrant al uníson amb els seus propis sentiments, criticava la conducta prudent d'altres generals, que esquivaven amb freqüència l'encontre amb els francesos, no volent arrossegar la responsabilitat d'una derrota. Precisament per aquesta abnegació amb què García de la Cuesta sacrificava la seva reputació i exposava la seva pròpia vida per una dèbil esperança que hagués de vèncer, era l'ídol dels patriotes, que veien en el general el temple altiu, tenaç i indomable de l'ànima nacional. Fora d'això, les seves qualitats militars, la seva constància a prova de revessos, el seu valor impertorbable, donen a la seva figura les proporcions d'un verdader heroi, digne de tenir millor sort, i es va merèixer el respecte dels seus contemporanis i de la posteritat. Els soldats el temien per la seva severitat (a Talavera va fer disseminar els cossos de la seva ala esquerra per no haver sabut resistir, el mateix que els anglesos, les escomeses de la cavalleria enemiga), però l'adoraven per la seva honradesa i esperit justicier. En els últims anys de la seva vida va escriure el cèlebre Memorial d'Europa en el que explica les seves operacions militars i polítiques des de juny de 1808 a octubre de 1809.